# Nils Adler
Nils Mårten Adler (i riksdagen kallad Adler i Elleholm senare Adler i Nykvarn), född 21 juli 1878 i Hällestads församling, Skåne, död 4 november 1947 i Södertälje, var en svensk jordbrukskooperatör och riksdagsman.

## Biografi
Adler var bland annat sekreterare i Spårvägsmannaförbundet, ombudsman i Järnvägsmannaförbundet och organisationschef i livförsäkringsanstalten Folket. Under flera år ägnade sig Adler åt lantbruk och jordbrukskooperation, var ledamot av Statens egnahemsstyrelse och blev 1930 VD i styrelsen för Svenska jordbrukskreditkassan. Adler representerade Socialdemokraterna i andra kammaren 1925-28 och skrev en egen motion om åtgärder för främjande av jordbruksexporten.
Han har utgett Staten och jordbruket (1929).